# Pro Evolution Soccer 2010
Pro Evolution Soccer 2010 (oficialmente abreviado como PES 2010 y conocido como World Soccer: Winning Eleven 2010 en su versión japonesa) es un videojuego de fútbol para PlayStation 2, PlayStation 3, PC, Xbox 360, PlayStation Portable y Wii que se lanzó a la venta en el 2009. Este es el noveno videojuego de la serie Pro Evolution Soccer. En la mayoría de las portadas aparecen Lionel Messi y Fernando Torres.

## Demostración
La demo de Pro Evolution Soccer 2010 fue lanzada el 17 de septiembre de 2009 para las plataformas PlayStation 3  PlayStation 2  , Xbox 360 y PC. En cuanto a modalidades disponibles, contó con el modo Exhibición. Los equipos disponibles en la misma fueron el Liverpool FC y FC Barcelona, además de las selecciones nacionales de España, Italia, Francia y Alemania.

## Modos de juego
- Modo UEFA Champions League: En este modo el jugador debe elegir un equipo europeo para disfrutar del mayor campeonato del fútbol de dicho continente.
- Modo UEFA Europa League*: En este modo el jugador debe elegir un equipo europeo para disfrutar la élite del gran torneo del antiguo continente.
- Modo Partido: En este modo se encuentran:
  - Exhibición: El jugador elige dos equipos para disputar un partido amistoso.
  - Contra jugador: Los jugadores eligen un equipo cada uno para disputar un partido amistoso entre ellos. Para disfrutar de este modo es necesario poseer una palanca de mando para el segundo jugador.

- Modo Liga Máster: En este modo el jugador debe elegir un equipo de los presentes en el juego y realizar transferencias en el mismo, jugando partidos en la liga seleccionada.

- Modo Ser Una Leyenda: El jugador crea un futbolista (que puede ser mediocampista o delantero) y lo controla desde el inicio de su carrera hasta su retiro, pasando por distintos clubes y hasta llegando a conseguir un puesto en la selección nacional.

- Modo Liga: En este modo el jugador debe elegir una liga de las que aparecen en el juego y de ella elegir un equipo para disputar el torneo completo.
  - Liga Internacional:*1 El jugador debe elegir un equipo y disputar con el un torneo con otros clubes. La cantidad de los mismos y la elección de torneos cortos o largos queda a cuenta del jugador.

- Modo Copa: En este modo el jugador debe elegir una de las copas que aparecen en el juego. Entre las copas se encuentran.
  - La Copa de Europa: Es el campeonato europeo de fútbol. El jugador elige uno de los países de dicho continente y disputar el torneo.
  - La Copa de África: Es el campeonato africano de fútbol. El jugador elige uno de los países de dicho continente y disputar el torneo.
  - La Copa de América: Es el campeonato americano de fútbol. El jugador elige uno de los países de dicho continente y disputar el torneo.
  - La Copa de Asia-Oceanía: Es el campeonato asiático y oceánico de fútbol. El jugador elige uno de los países de dicho continente y disputar el torneo.
  - La Copa Internacional: Es el campeonato mundial de fútbol. El jugador elige uno de los países del mundo y disputar el torneo.
  - Copa Konami:*1 Es el campeonato que puede ser definido a elección del jugador. El mismo deberá elegir si se trata de un torneo a modo de liga (largo o corto), de un torneo a modo eliminatorio, la cantidad de equipos y de jugadores, el sistema de alargue y de penales, entre otras cosas.

- Modo Selección de Partidos: En este modo el jugador podrá elegir cuatro equipos y de ellos seleccionar los jugadores que él quiera para disputar un partido.

- Modo Entrenamiento: En este modo el jugador debe elegir un equipo para entrenarse a su manera: tiros al arco, tiros libres, córneres, entre otras cosas. Existe también el entrenamiento intensivo, donde el jugador debe entrenarse de manera más complicada.

- Modo Editar: En este modo el jugador puede modificar a los jugadores, sus apariencias, sus estadísticas, los equipos, los nombres de las ligas, copas, entre otras cosas.

- Modo Galería: En este modo el jugador puede ver el historial del juego, los trofeos ganados, los créditos, distinciones individuales, la cantidad de tiempo que se permaneció en cada modo, entre otras cosas.

- Modo Ajuste de Sistema: En este modo el jugador puede configurar el idioma en pantalla y en los comentarios.

*: Disponible únicamente en el Modo Liga Máster, Liga y Ser Una Leyenda, y sólo para la versión de PC, PS2, PS3 y Xbox 360.
*1: Disponible únicamente en PS2.

## Selecciones nacionales

### Europa
- Austria2
- Bélgica1
- Bosnia y Herzegovina3
- Bulgaria2
- Croacia1
- República Checa1
- Dinamarca2
- Inglaterra1
- Finlandia2
- Francia1
- Alemania1
- Grecia1
- Hungría2
- Irlanda1
- Israel2
- Italia1
- Montenegro3
- Países Bajos1
- Irlanda del Norte1
- Noruega2
- Polonia2
- Portugal1
- Rumania1
- Rusia2
- Escocia1
- Serbia2
- Eslovaquia2
- Eslovenia3
- España1
- Suecia1
- Suiza2
- Turquía1
- Ucrania3
- Gales3

### África
- Angola3
- Camerún2
- Costa de Marfil1
- Egipto2
- Ghana1
- Guinea3
- Marruecos3
- Nigeria3
- Senegal3
- Sudáfrica2
- Togo3
- Túnez3

### América delNorte, Centro, Caribey delSur
- Canadá3
- Costa Rica3
- Honduras3
- México3
- Panamá3
- Trinidad y Tobago3
- Estados Unidos3
- Argentina1
- Bolivia2
- Brasil1
- Chile2
- Colombia2
- Ecuador2
- Paraguay2
- Perú2
- Uruguay2
- Venezuela3

### AsiayOceanía
- Arabia Saudita3
- Australia1
- Baréin3
- China3
- China Taipéi3
- Corea del Norte3
- Corea del Sur1
- Emiratos Árabes Unidos3
- Irak3
- Irán3
- Japón1
- Kuwait3
- Líbano3
- Omán3
- Catar3
- Siria3
- Tailandia3
- Uzbekistán3

1: Totalmente licenciada.
2: Jugadores licenciados, uniforme falso.
3: Uniforme y jugadores falsos.

## Clubes

### Ligas
| - Primera División de Bélgica * (16) - Premier League **** (20) - Coca-Cola Championship * (24) - Coca-Cola League One * (24) - Coca-Cola League Two * (24) - Ligue 1 * (20) - Ligue 2 * (20) Clubes no Licenciados - Arsenal Football Club- North London - Aston Villa FC - West Midlands Village - Birmingham City FC - West Midlands City - Blackburn Rovers FC - Lancashire - Bolton Wanderers FC - Middlebrook - Burnley FC- Lancashire Claret - Chelsea FC - London FC - Everton FC - Merseyside Blue - Fulham FC - West London White - Hull City AFC - Yorkshire Orange - Manchester City FC - Man Blue - Portsmouth FC - Pompy - Stoke City FC - The Potteries - Sunderland AFC - Wearside - Tottenham Hotspur FC - North East London - West Ham United FC - East London - Wigan Athletic FC - Lancashire Athletic - Wolverhampton Wanderers FC - Wolves Clubes licenciados - Manchester United - Liverpool FC | - Serie A ** (20) - Serie B ** (22) - Eredivisie * (18) - Primeira Liga * (16) - Liga BBVA *** (20) - Liga Adelante * (22) - UEFA Champions League * (228) Clubes licenciados - Real Madrid - Athletic Club - FC Barcelona - Getafe CF - Real Sporting de Gijón - Málaga CF - Club Atlético Osasuna - CD Tenerife - Deportivo de la Coruña - R.C.D. Espanyol - R.C.D. Mallorca - Atlético de Madrid - Racing de Santander - Sevilla F.C. - Almería CF - Xerez CD - Real Zaragoza - Valencia C.F. - Real Valladolid - Villareal C.F. |

*: Ligas y clubes licenciados.
**: Liga no licenciada con todos sus clubes licenciados.
***: Liga no licenciada con solo doce clubes licenciados.
****: Liga no licenciada con solo dos clubes licenciados.

### Otros Equipos Europeos
| - Dinamo Zagreb - Slavia Praga - Sparta Praga - Brøndby - F.C. København - HJK Helsinki - AEK Atenas - Olympiacos F.C. - Panathinaikos FC - PAOK F.C.1 | - Rosenborg BK - Stabaek1 2 - Wisla Cracovia1 - Dinamo Bucureşti - Unirea Urziceni - FC Timisoara1 2 - CFR Cluj1 - Amkar Perm1 2 - Rubin Kazan1 2 - CSKA Moskva1 2 | - Lokomotiv Moscow - Spartak Moscow - Zenit San Petersburgo - Aberdeen1 - Celtic - Glasgow Rangers - Hearts1 - Estrella Roja de Belgrado - AIK - IFK Goteborg - Hammarby IF - Kalmar FF | - Basilea1 - Young Boys1 2 - Besiktas - Fenerbahce - Galatasaray - Sivasspor - Trabzonspor1 2 - Dynamo Kiev - Shakhtar Donetsk - FC Metalist Kharkiv1 |

### Otros Equipos Sudamericanos
| - Boca Juniors - River Plate - SC Internacional |

1: Clubes no disponibles para PS2 y PSP.
2: Clubes Sin Licencia

#### Liga 2ª. div (Solo en Liga Máster)
| - Wondengine Town - C.S. Squanoer - Ganzoraccio - FSV Sarmtonburg - Johachnaard V.V. - S.D. Quaztolla | - C.D. Raltonvegua - FC Nortovka - Cantlesir Spor - K.S. Szelawce - Jorudberg FF - Hjorwesland BK | - FK Odersteich - KVC Meirkugaurt - CS Iolceanicu - A.C. Nitsaloskis - PES United - WE United |

## Estadios
Estadios licenciados
| Número | Estadio                  | Nombre Real               | País         | Club                              |
| ------ | ------------------------ | ------------------------- | ------------ | --------------------------------- |
| 1      | Anfield                  | Anfield                   | Inglaterra   | Liverpool FC                      |
| 2      | Old Trafford             | Old Trafford              | Inglaterra   | Manchester United                 |
| 3      | Wembley Stadium          | Estadio de Wembley        | Inglaterra   | Selección de fútbol de Inglaterra |
| 4      | Santiago Bernabeu        | Estadio Santiago Bernabéu | España       | Real Madrid CF                    |
| 5      | Camp Nou                 | Camp Nou                  | España       | FC Barcelona                      |
| 6      | Estádio do Dragão        | Estádio do Dragão         | Portugal     | FC Porto                          |
| 7      | Estadio José Alvalade    | Estadio José Alvalade     | Portugal     | Sporting de Portugal              |
| 8      | Estadio da Luz           | Estadio da Luz            | Portugal     | SL Benfica                        |
| 9      | Amsterdam Arena          | Amsterdam Arena           | Países Bajos | Ajax Ámsterdam                    |
| 10     | El Monumental            | El Monumental             | Argentina    | River Plate                       |
| 11     | Stade de France          | Stade de France           | Francia      | Selección de fútbol de Francia    |
| 12     | Stade Louis II           | Stade Louis II            | Mónaco       | Mónaco F.C.                       |
| 13     | Giuseppe Meazza          | Estadio Giuseppe Meazza   | Italia       | Inter                             |
| 14     | Estadio San Siro         | Estadio San Siro          | Italia       | Milan                             |
| 15     | Estadio Olímpico de Roma | Estadio Olímpico de Roma  | Italia       | S.S. Lazio y AS Roma              |
| 16     | Estadio Artemio Franchi1 | Estadio Artemio Franchi   | Italia       | Fiorentina                        |
| 17     | Stadio delle Alpi1       | Stadio delle Alpi         | Italia       | Juventus                          |
| 18     | Estadio Ennio Tardini1   | Estadio Ennio Tardini     | Italia       | Parma FC                          |
| 20     | Saitama Stadium 2002     | Stadium Saitama           | Japón        | Urawa Red Diamonds                |
| 21     | Camp de Mestalla1        | Estadio de Mestalla       | España       | Valencia                          |
| 22     | Estadio de Riazor1       | Estadio de Riazor         | España       | La Coruña                         |

Estadios sin licencia
| Número | Estadio                | Nombre Real                       | País                       | Club                |
| ------ | ---------------------- | --------------------------------- | -------------------------- | ------------------- |
| 1      | Club House1            | No Existe                         | Bandera de Inglaterra      | No Tiene            |
| 2      | Blautraum Stadion1     | SchücoArena                       | Bandera de Alemania        | Arminia Bielefeld   |
| 3      | Amerigo Atlantis1      | Columbus Crew Stadium             | Bandera de Estados Unidos  | Columbus Crew       |
| 4      | Cuito Cuanavale1       | Estadio Free State                | Bandera de Sudáfrica       | Bloemfontein Celtic |
| 5      | Estadio Gran Chaco1    | La Bombonera                      | Bandera de Argentina       | Boca Juniors        |
| 6      | Nakhon Ratchasima1     | Estadio Asiad de Busán            | Bandera de Corea del Sur   | Busan I'Park        |
| 7      | Konami Stadium²        | Estadio Internacional de Yokohama | Bandera de Japón           | Yokohama            |
| 8      | Estadio Amazonas2      | Estádio Vivaldo Lima              | Bandera de Brasil          | Porto Alegre        |
| 9      | Bristol Mary Stadium²  | Veltins-Arena                     | Bandera de Alemania        | Gelsenkirchen       |
| 10     | Estadio De Palenque2   | Estadio Azteca                    | Bandera de México          | Ciudad de México    |
| 11     | Mohamed Lewis Stadium² | Estadio Houphouët-Boigny          | Bandera de Costa de Marfil | ASEC Abidjan        |
| 12     | Ville Marie Stadium²   | Emirates Stadium                  | Bandera de Inglaterra      | Arsenal             |

1: Disponibles únicamente para la versión de PS2, PSP y Wii.
2: Disponibles únicamente para la versión de PS3, Xbox 360 y PC.

## Comentaristas
- Jon Kabira, Masahiro Fukuda y Tsuyoshi Kitazawa
- Jon Champion y Mark Lawrenson
- Pierluigi Pardo y José Altafini
- Pedro Sousa y João Vieira Pinto
- Christian Martinoli y Luis García
- Carlos Martínez y Julio Maldonado "Maldini"

## Banda sonora
Por primera vez en la saga PES, se incluyó banda sonora licenciada, son un total de 27 canciones.
| - 10-FEET - "Super Stomper" - Andrew W.K. - "Party Hard" - Black Kids - "Hurricane Jane" - David Holmes - "Holy Pictures" - Delphic - "Counterpoint" - DJ Shadow - "Artifact" - Guillemots - "Kriss Kross" - Guillemots - "Trains To Brazil" - Hoobastank - "Sick of Hanging On" - Kaiser Chiefs - "Never Miss a Beat" - Kaiser Chiefs - "Ruby" - Keane - "Again and Again" - Keane - "Pretend That You're Alone" - Klaxons - "Atlantis to Interzone" - Klaxons - "Gravity's Rainbow" | - Ocean Colour Scene - "Up on the Downside" - Paul Weller - "Come On/Let's Go" - Pay Money to My Pain - "The Answer Is Not In the TV" - Stereophonics - "A Thousand Trees" - Stereophonics - "Dakota" - The All American Rejects - "Dirty Little Secret" - The Chemical Brothers - "Galaxy Bounce" - The Chemical Brothers - "Midnight Madness" - The Courteeners - "Not Nineteen Forever" - The Durango Riot - "No Need for Satisfaction" - The Telephones - "Wooo Hooo" - The Urgency - "Move You" |